# 벨로보

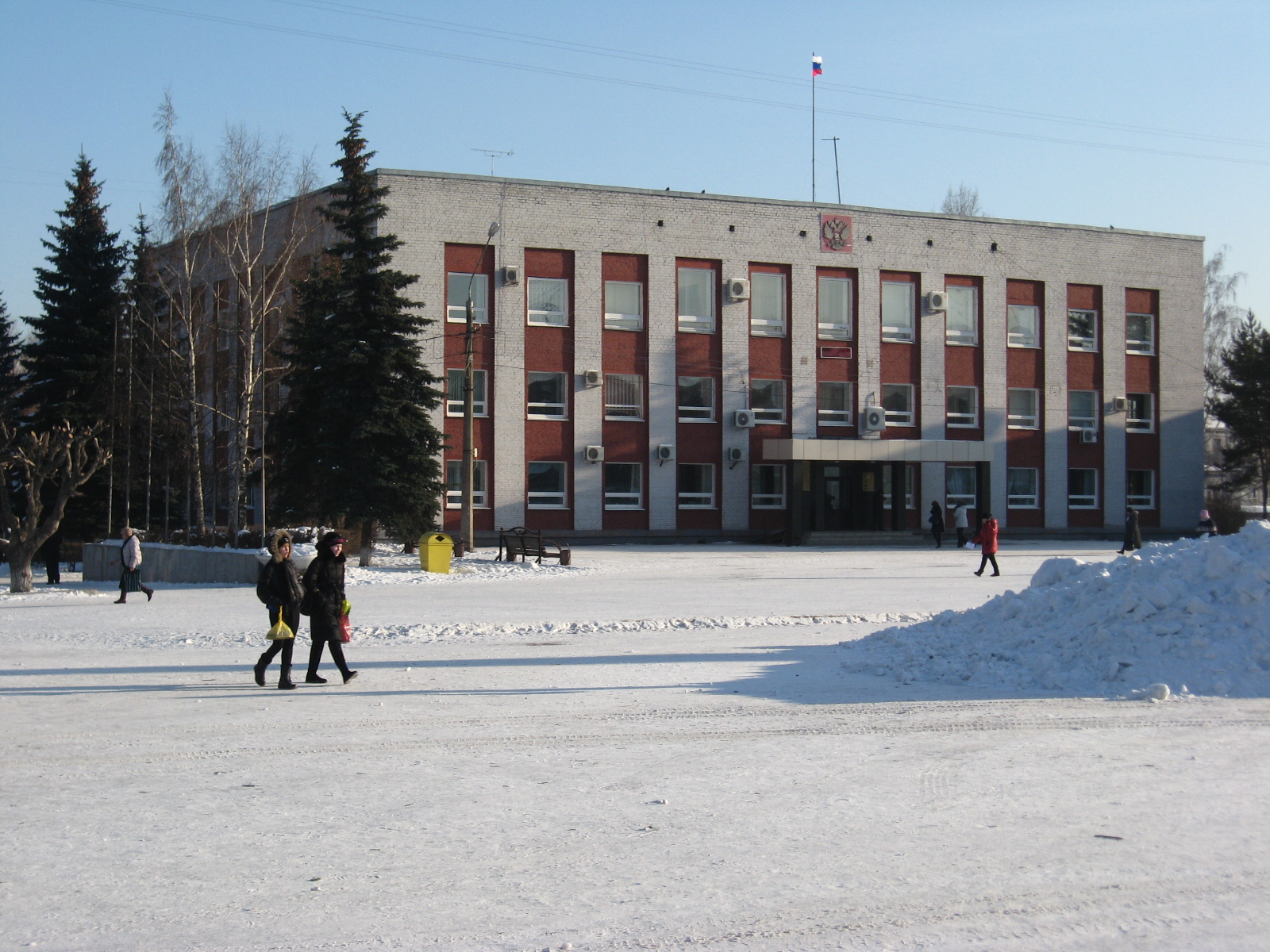

벨로보(러시아어: Белово)는 케메로보 주 벨롭스키 군에 속한 도시이다. 인구는 7만9,300명(2005)이다. 도시는 바차트 강에 접하고 케메로보에서 120km지점에 위치해 있다.